# Rassvet (EEI)

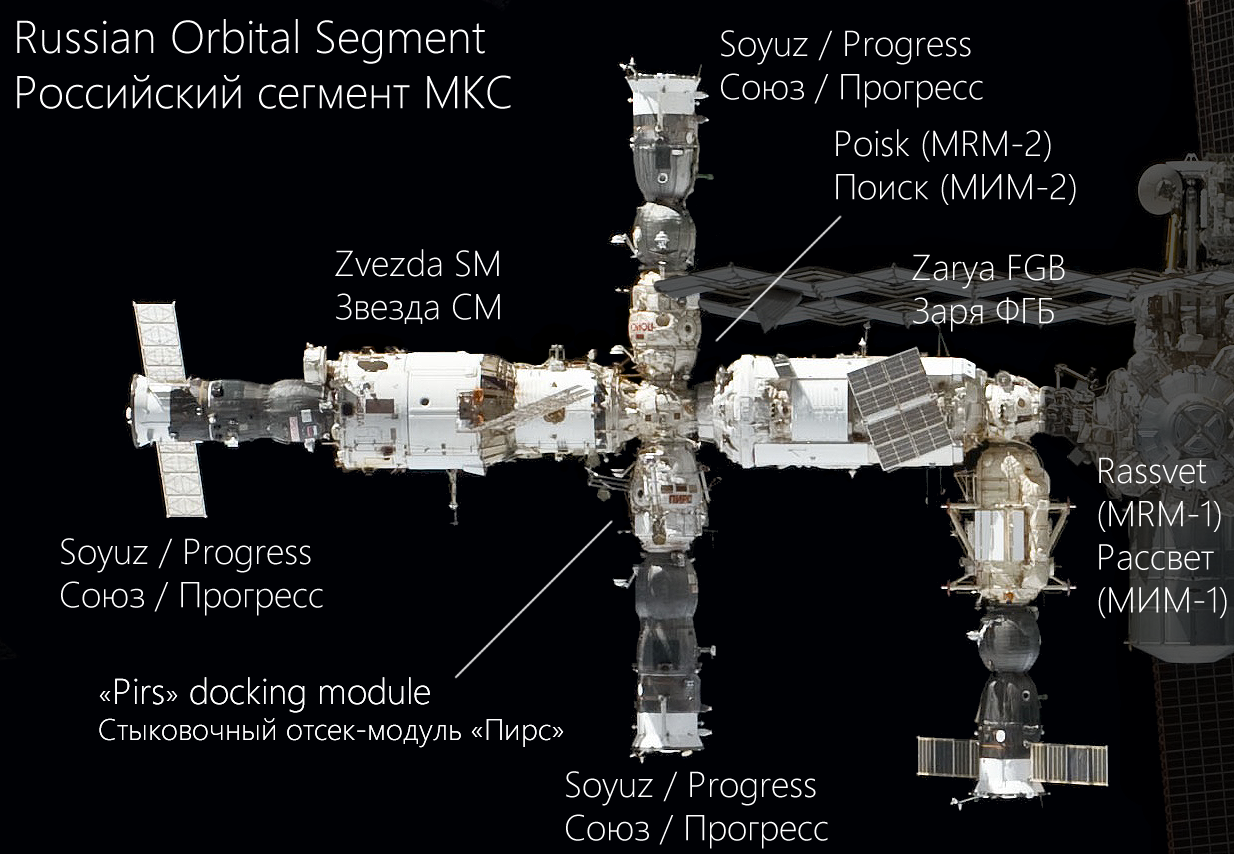
La situació del MRM-1 en el segment orbital rus.

El Rassvet (rus: Рассве́т; lit. l'alba), també conegut com el DCM (Docking Càrrec Module, que significa Mòdul de Càrrega i Acoblament), MRM 1 (Mini-Research Module 1, que significa Mini-Mòdul d'Investigació 1), Малый исследовательский модуль, o МИМ-1, és l'última incorporació de mòdul previst per l'Estació Espacial Internacional (EEI). Va ser llançat el 2010 a bord de la missió del transbordador STS-132. Aquest mòdul de càrrega de fabricació russa, està acoblat al port nadir del mòdul Zarià amb l'ajuda del SSRMS. El MRM1 transporta equips de la NASA pel MLM, una junta amb forma de colze extra pel Braç Robòtic Europeu, i un radiador. Complint la promesa de la NASA d'embarcar les 1,4 tones mètriques per equipar l'EEI.
El mòdul va ser construït a partir del buc de la maqueta per a les proves dinàmiques de la cancel·lada Science Power Platform i és utilitzada principalment per a emmagatzematge de càrregues i com a port d'acoblament amb l'EEI. Conté dues unitats per a acoblament: una per acoblar-se al port nadir del mòdul Zarià, i una per proporcionar un port d'acoblament per a les naus Soiuz, les Progress, i els ATV. Aquest mòdul reemplaça l'últim dels dos mòduls d'investigació planejats del disseny original de l'EEI.

## Planificació inicial
El pla inicial de l'ISS va incloure un Mòdul d'Acoblament i Emmagatzemament (Docking and Stowage Module o DSM). Aquest element rus planificat estava destinat a proveir d'espai per a emmagatzematge i un port addicional d'acoblament, i s'hauria llançat a l'estació en un vehicle de llançament Proton. El DSM hauria estat muntat al port d'acoblament de nadir (cara terrestre) del Zarià. Hauria estat similar en grandària i forma al mòdul Zarià.
El DSM va ser cancel·lat a causa a les limitacions pressupostàries russes des de fa algun temps, però el seu disseny va ser finalment modificat en el Mòdul d'Acoblament i Subministraments (Rassvet) que anava a ser connectat a la mateixa ubicació del Zarià per proporcionar espai d'emmagatzematge i un port d'acoblament. Durant el període de cancel·lació, es va proposar que un Mòdul Multipropòsit (Multi Purpose Module o MPM) anomenat Enterprise seria connectat al Zarià, i posteriorment un Mòdul Laboratori Multipropòsit (Multipurpose Laboratory Module o MLM) es va proposar per connectar-s'hi allà també, però el mòdul Enterprise des de llavors ha estat cancel·lat i el MLM va ser acoblat al port de nadir del Zvezda.

## Propòsit
El Rassvet va ser dissenyat com a solució a dos problemes entre els socis de la ISS:
1. NASA estava sota contracte per portar l'equip del MLM a l'espai.
2. Les missions de solapament de les naus Progress, Soiuz, i l'ATV van destacar la necessitat de comptar amb quatre ports d'atracada russos disponibles a la ISS. La cancel·lació dels dos Russian Research Modules va significar que l'ISS es quedaria amb només tres ports de connexió després de la instal·lació del Permanent Multipurpose Module en el 2011, que va fer que el port de nadir del Zarià fos inutilitzable.

El Rassvet va resoldre ambdós problemes. La NASA no va haver d'afegir un altre vol per acomodar la càrrega útil de l'equip del MLM, ja que podria unir el maquinari a l'exterior del MRM-1. L'ISS ara comptava amb 4 ports de connexió disponibles al segment rus: el port de popa del Zvezda, el port de la Pirs, més tard el MLM (en el port de nadir del Zvezda), el port del MRM-2 (en el port de zenit del Zvezda), i el port del MRM-1 (en el port de nadir del Zarià). La cancel·lació russa del Research Module així va arribar a ser de menor importància per al programa de la ISS.

## Disseny i construcció

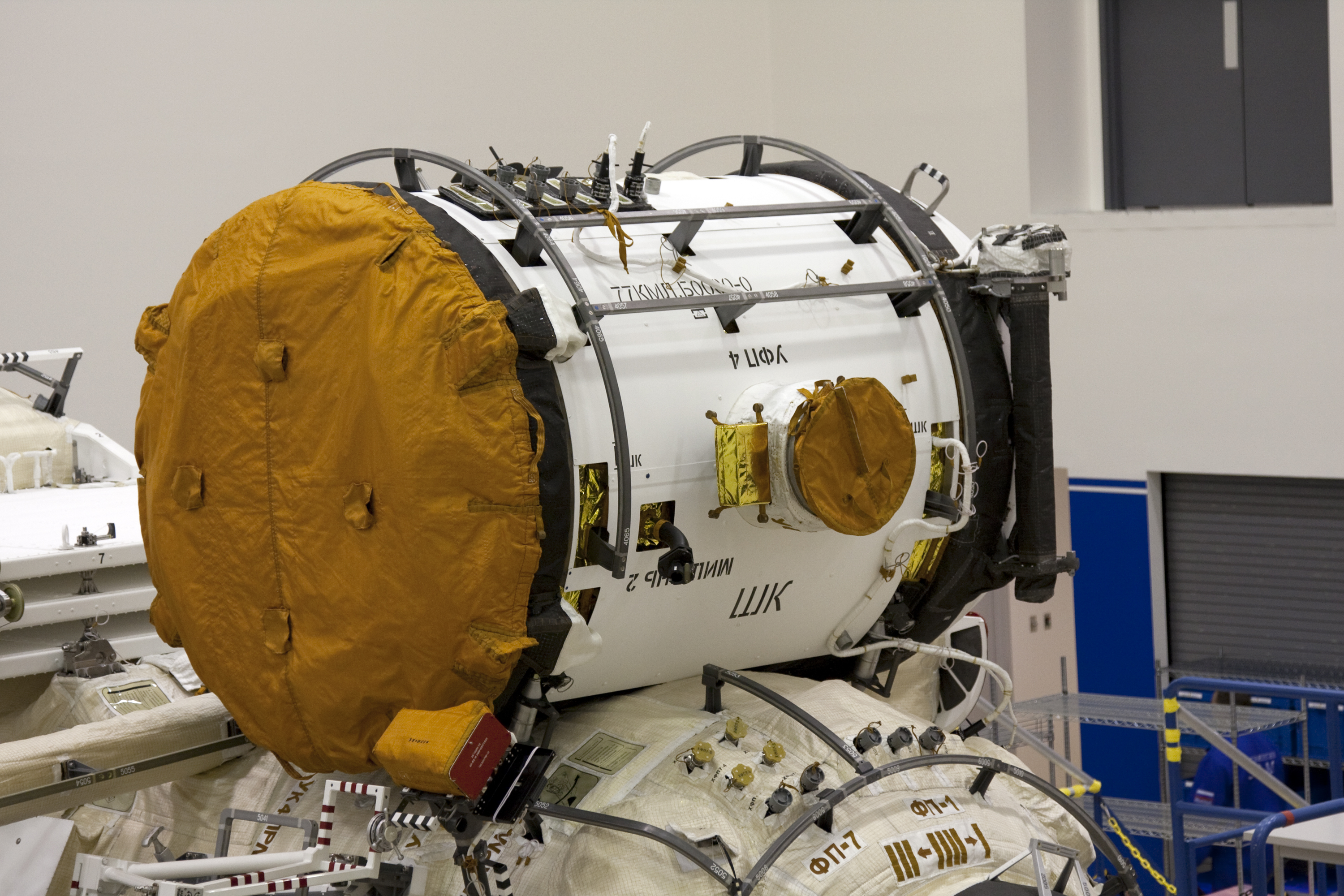
La cambra d'aire d'experiments en el mòdul Rassvet.

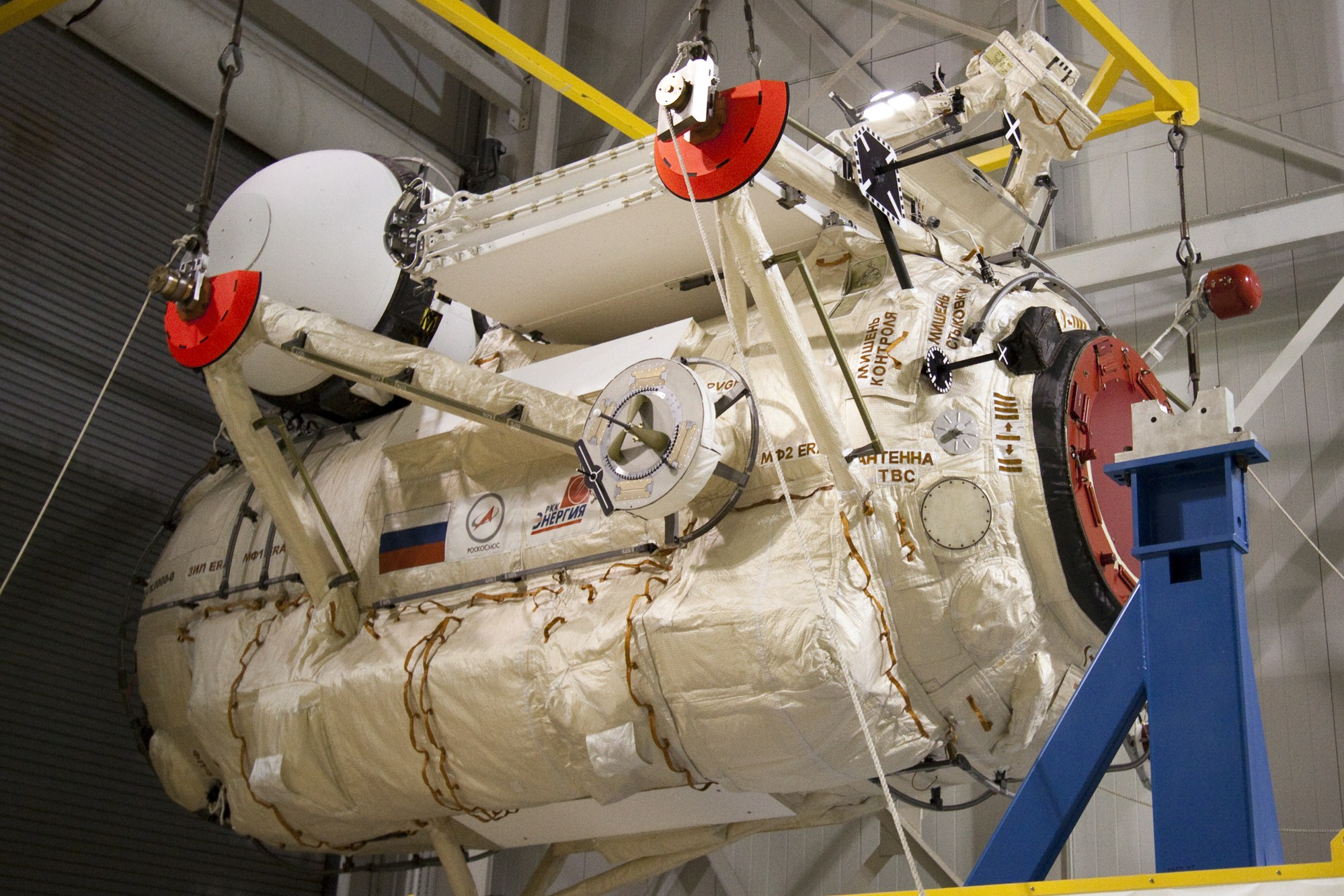
El Rassvet en el Space Station Processing Facility (SSPF) al Kennedy Space Center de Florida.

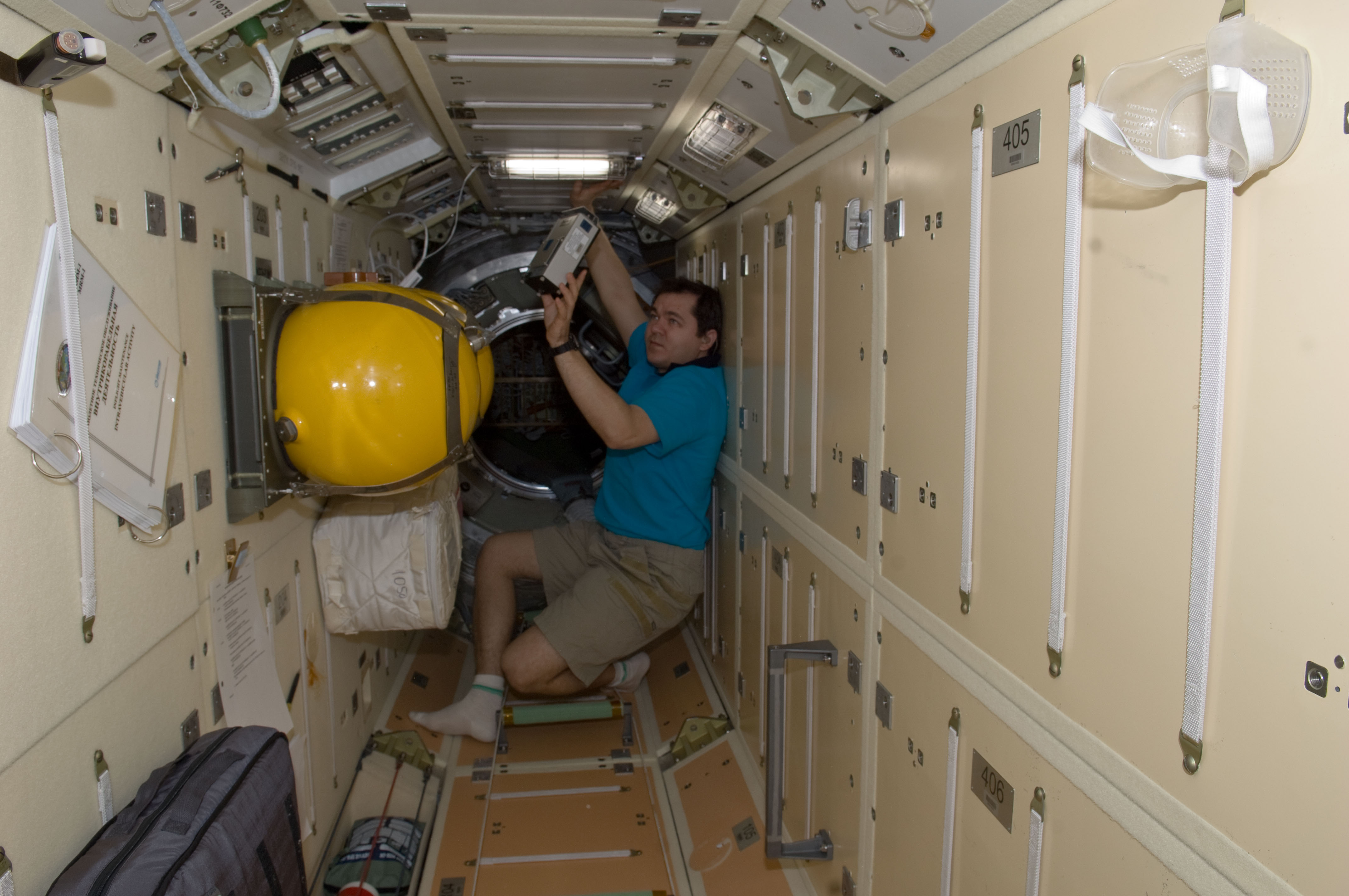
Vista interior del Rassvet.

El Rassvet es va acoblar al port de nadir del Zarià amb l'ajuda del SSRMS. El Rassvet va ser transportat externament unit a l'equip de la NASA pel Mòdul Laboratori Multipropòsit Naüka (MLM), una articulació de colze de recanvi per al Braç Robòtic Europeu, i un radiador. El lliurament del Rassvet ha permès a la NASA complir amb la seva promesa d'enviar 1,4 tones mètriques per equipar el MLM.
El Rassvet té dues unitats d'acoblament: una per unir el port de nadir del mòdul Zarià, i una altra per proveir de port d'acoblament per a naus Soiuz o Progress. Implementa la funció del Mòdul d'Acoblament i Emmagatzemament (Docking and Stowage Module) del disseny original de l'ISS. Rússia va anunciar la cancel·lació de l'últim dels dos Russian Research Modules planificats quan es van anunciar els plans pel Rassvet.
El mòdul va ser dissenyat i fabricat per la Corporació Espacial Energia, a partir del buc ja realitzat a pressió de la maqueta per a assajos dinàmics del cancel·lat Science Power Platform.
En el 17 de desembre de 2009, un Antónov An-124 va transportar el Mòdul Rassvet i l'equip de procés de terra va arribar al Kennedy Space Center, a Florida. Després de la descàrrega, l'equip va ser lliurat a un centre de processament de prellançament a càrrec d'Astrotech. Els especialistes i tècnics d'Energia van continuar els seus treballs en el processament del mòdul Rassveten les instal·lacions, completant proves elèctriques i fuites independents del mòdul i la cambra d'aire. També van preparar la cambra d'aire i l'intercanviador de calor radiatiu per a la instal·lació en el Rassvet. El mòdul va ser traslladat al Space Station Processing Facility de la NASA el 2 d'abril de 2010. Després d'acabar els últims detalls, es va col·locar en el transportador de càrrega del Transbordador el 5 d'abril de 2010. El transportador de la càrrega que contenia el mòdul Rassvet va arribar a la Plataforma de llançament 39A el 15 d'abril de 2010.
Els enginyers a la Plataforma de llançament 39A que preparaven el Transbordador Espacial Atlantis s'havien adonat que hi havia pintura descascarada del mòdul MRM-1. Tot i que el problema es va declarar que no tindria cap impacte sobre el funcionament del Rassvet, va representar una amenaça potencial d'alliberament de deixalles en òrbita.

## Especificacions

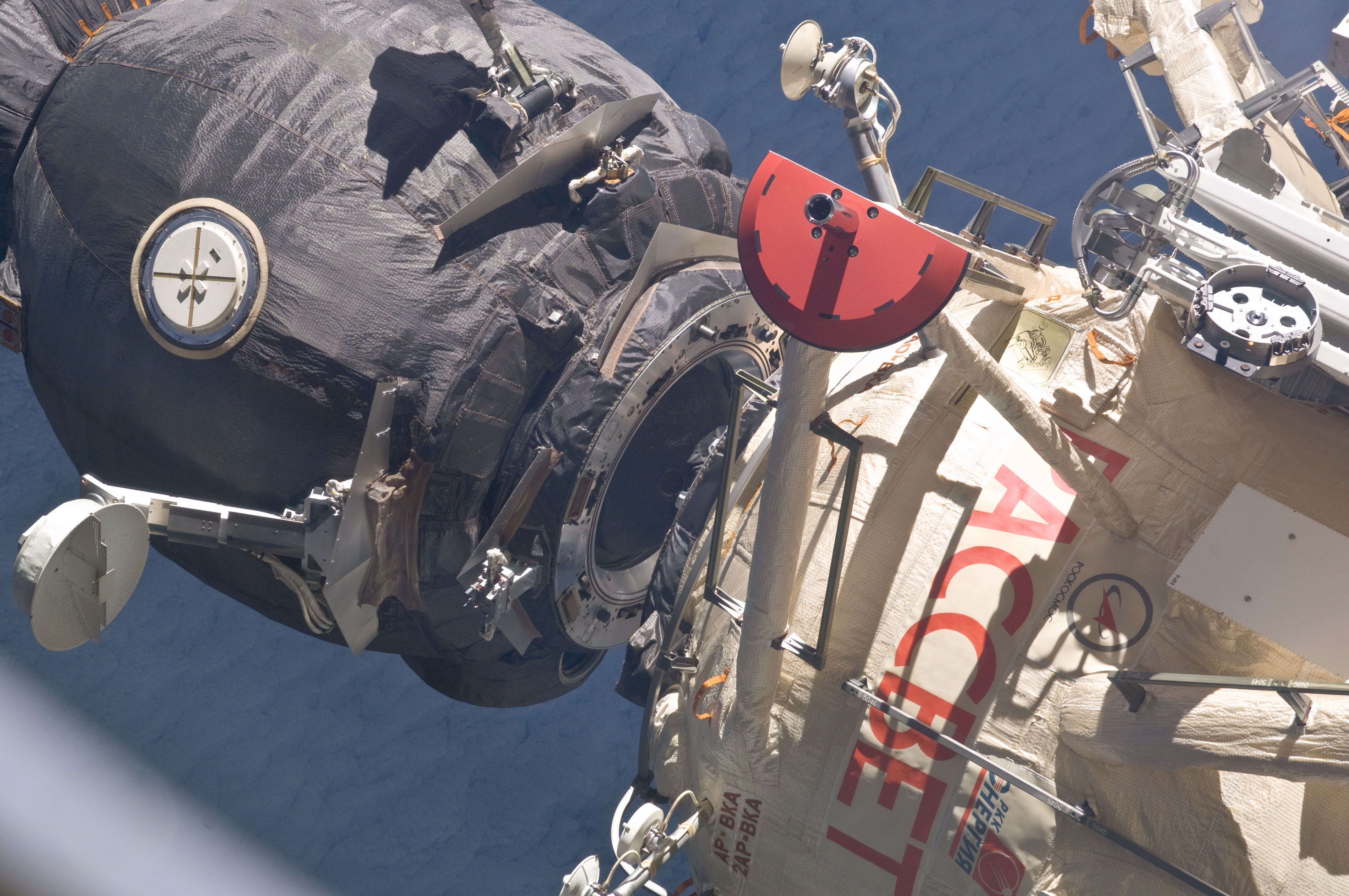
La nau Soiuz TMA-19 s'acobla al Mini-Research Module 1 Rassvet.

Font:
| Massa de llançament del mòdul                 | 5.075 kg |
| Massa total de llançament                     | 8.015 kg |
| Diàmetre màxim del buc                        | 2,35 m   |
| Longitud del buc entre els plans d'acoblament | 6 m      |
| Volum pressuritzat                            | 17,4 m³  |
| Volum habitable                               | 5,85 m³  |

## Visites de naus espacials
La següent taula mostra les visites de naus espacials que s'han acoblat amb el mòdul Rassvet:
| Acoblaments de naus visitants a l'EEI |               |                            |                            |
| Emblema                               | Nau           | Acoblament                 | Desacoblament              |
| ------------------------------------- | ------------- | -------------------------- | -------------------------- |
|                                       | Soyuz TMA-19  | 28 juny 2010 03:38 UTC     | 26 novembre 2010 01:23 UTC |
|                                       | Soyuz TMA-20  | 17 desembre 2010 20:12 UTC | 23 maig 2011 21:35 UTC     |
|                                       | Soyuz TMA-02M | 9 juny 2011 21:18 UTC      | 21 novembre 2011 23:00 UTC |
|                                       | Soyuz TMA-03M | 23 desembre 2011 15:19 UTC | 1 juliol 2012 04:48 UTC    |
|                                       | Soyuz TMA-05M | 17 juliol 2012 04:51 UTC   | 18 novembre 2012 22:26 UTC |
|                                       | Soyuz TMA-07M | 21 desembre 2012 14:09 UTC | 13 maig 2013 23:08 UTC     |
|                                       | Soyuz TMA-09M | 29 maig 2013 02:10 UTC     | 10 novembre 2013 23:26 UTC |
|                                       | Soyuz TMA-11M | 7 novembre 2013 10:27 UTC  | 13 maig 2014 22:36 UTC     |
|                                       | Soyuz TMA-13M | 29 maig 2014 19:57 UTC     | 10 novembre 2014 00:31 UTC |
|                                       | Soyuz TMA-15M | 23 novembre 2014 01:01 UTC | 11 juny 2015 10:20 UTC     |
|                                       | Soyuz TMA-17M | 23 juliol 2015 02:45 UTC   | 11 desembre 2015 09:49 UTC |
|                                       | Soyuz TMA-19M | 15 desembre 2015 17:33 UTC | 18 juny 2016 5:52 UTC      |
|                                       | Soyuz MS-01   | 9 juliol 2016 04:12 UTC    | 30 octubre 2016 03:58 UTC  |
|                                       | Soyuz MS-03   | 19 novembre 2016 21:58 UTC | 2 juny 2017 10:47 UTC      |
|                                       | Soyuz MS-05   | 28 juliol 2017 21:54 UTC   | 14 desembre 2017 05:14 UTC |
|                                       | Soyuz MS-07   | 19 desembre 2017 08:39 UTC | 3 juny 2018 09:16 UTC      |
|                                       | Soyuz MS-09   | 8 juny 2018 13:01 UTC      | 20 desembre 2018 01:42 UTC |
|                                       | Soyuz MS-12   | 15 març 2019 01:01 UTC     | 3 octubre 2019 07:37 UTC   |

## Galeria
L'MRM1 a les instal·lacions d'Astrotech.

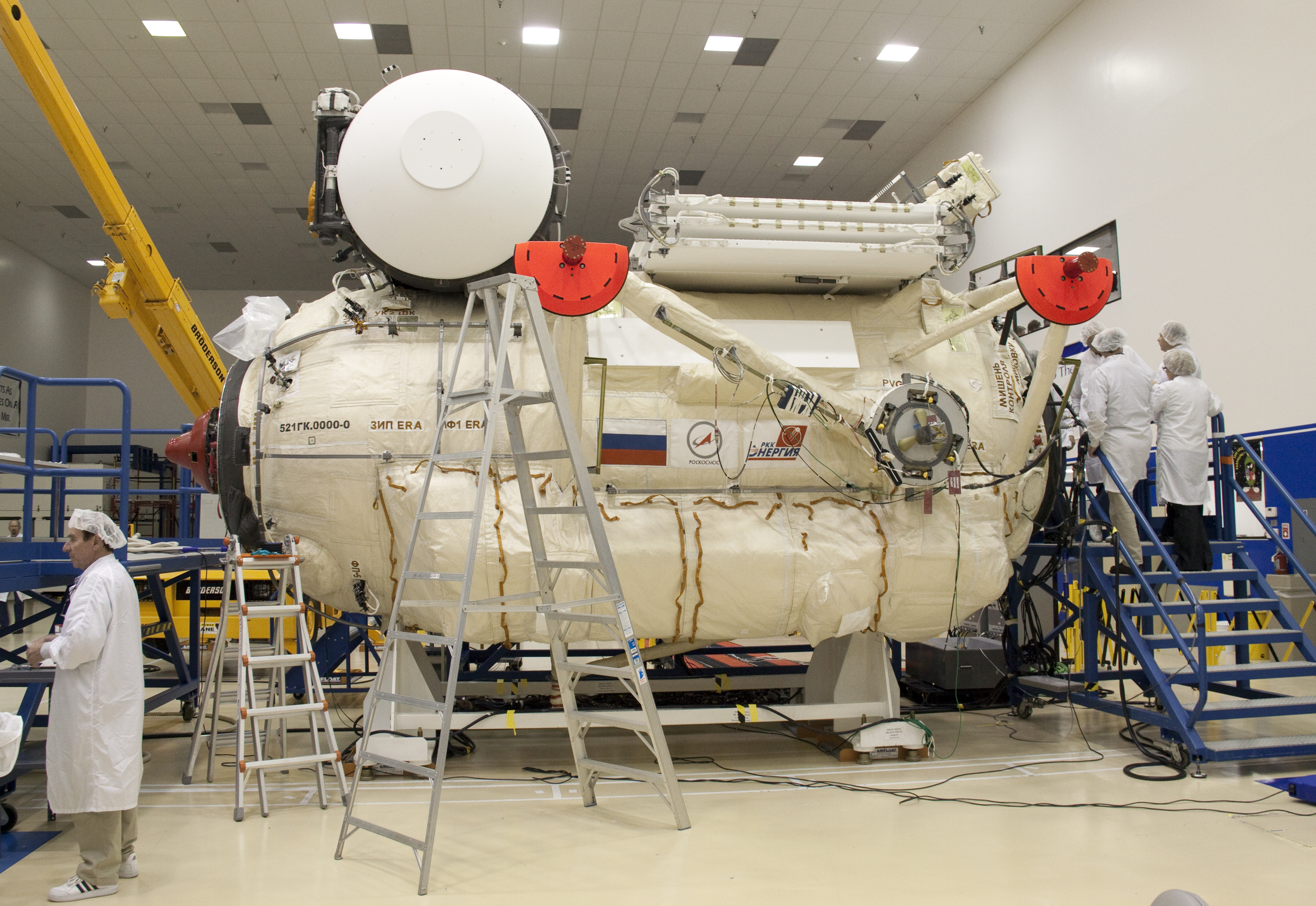
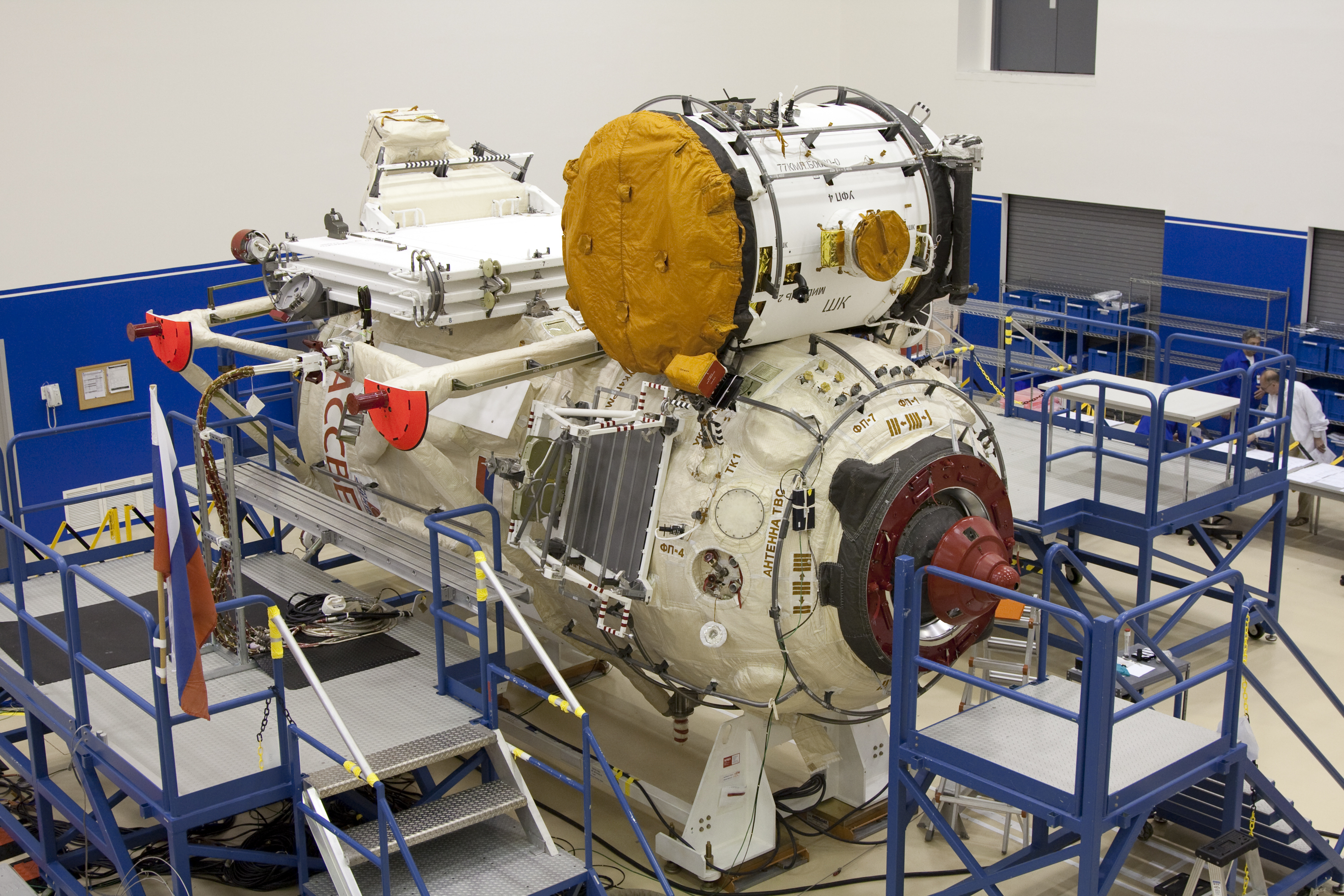
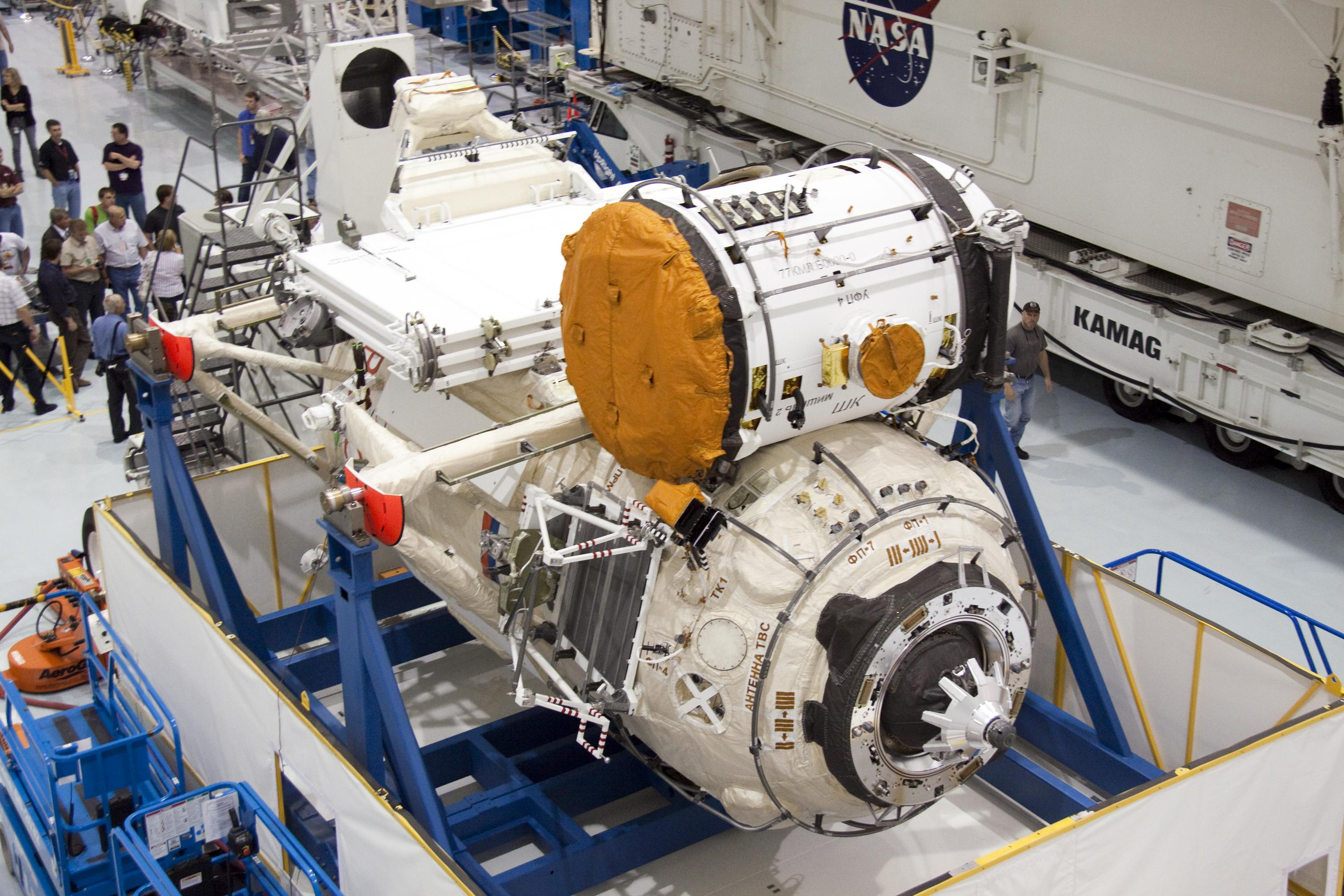